# Мегалитни храмове в Малта
Мегалитните храмове в Малта са най-древните праисторически сгради, изградени в 3 времеви периода (приблизително между 3600 г. пр. Хр. и 700 г. пр. Хр.) на островите Малта и Гозо от Малтийския архипелаг.
За някои от тези мегалитни градежи се твърди, че са най-старите самостоятелно стоящи структури на Земята, но след откритието на постройките под Гьобекли тепе, това твърдение е дискусионно. Някои археолози смятат, че тези мегалитни комплекси са резултат от местни нововъведения в процеса на културната еволюция, което е довело до изграждането на първите храмове в периода на т.нар. „Фаза на Джгантия“ (ок. 3600 – 3000 г. пр. Хр.), а кулуминацията на градежите се наблюдава в периода на изграждането на храмовия комплекс Таршин, който се използва чак до 2500 г. пр. Хр., след което културата на храмостроителите изчезва.
Тези два мегалитни храма при Джгантия са включени в списъка на Световното културно наследство на ЮНЕСКО през 1980. Комитета на организацията добавя към списъка още 5 обекта – Хаджар Им и Мнайдра (край Ренди), Та Хаджрат (Мджар), Скорба (Зебигеж) и Таршин (край Таршин) през 1992 г.

## Етимология
Много от наименованията, използвани за различните обекти имат връзка с мегалитите, използвани за тяхното изграждане. Малтийската дума за камък, „'ħaġar'“ (хаджар) се открива в наименованията Та Хаджрат и Хаджар Им. По-старите форми на думата съвпадат и с притежателна форма, а добавянето на думата „Qim“ (Им) е форма на малтийския дума за „поклонение“ или архаична форма на глагола „стоя“.
В Малтийския фолклор са запазени легенди за великани, които са построили храмовете, от където идва и наименованието Джгантия, което означава „Великанската кула“. Малтийският езиковед Джоузеф Акилина вярва, че „Мнайдра“ (на арабски: منيدرة) е умалително на „Мандра“ (на арабски: مندرة), което означава, парцел земя, засадена с култивирани дървета (тази форма на думата се ползва в разговорния език в Египет днес); същевременно думата „мнайдра“ е и произволна деривация от корена на арабската дума „Manzara“ (на арабски: منظرة), което означава „наблюдателница“. Храмът Таршин дължи името си на местността, където е разположен (от Малтийски „Tirix“, което означава „голям камък“); името на храма Скорба носи същата етимология, а наименованието на Джгантия, буквално означава „Кулата на гиганта“.

## Датиране
Според изследователите мегалитните храмове са изградени в няколко фази на строителство – от около 3000 до 2200 г. пр. Хр., а данните за човешко присъствие и дейност на островите Малта и Гозо датира от началото на Неолита (около 5000 г. пр. Хр.), като свидетелства за това са находки от керамични фрагменти, овъглени останки от пожари и кости. Изследването на различните фази на градеж в храмовете е трудно за археолозите, тъй като всеки новоизграден храм е с по-сложна конструкция от предходния и свидетелство за усъвършенстване на архитектурното развитие, освен върху градежите от Бронзовата епоха се наблюдават надграждания върху тези от Неолита, което води до големи обърквания по-ранните изследователи на храмовете.
Сър Теми Замит – виден малтийски археолог от края на XIX век, датира неолитните храмове в 2800 г. пр. Хр., а тези в Таршин от Бронзова епоха до 2000 г. пр. Хр. Тези дати са били считани за „значително твърде високи“ от учените от края на XIX и началото на XX в., които са предлагали намаляване на датирането с половин хилядолетие за всеки храм. Въпреки това, тестовете по методите на радио-въглеродното датиране потвърждават датирането предложено от Замит.

## Фази на градежа
Археолозите са разделили в различни фази развитието на градежите, базирайки се на радио-въглеродния метод на датиране, според който фазите на градеж са разпределени в период до Бронзовата епоха на Малтийския архипелаг. Първите сведения за човешко присъствие през Неолита са от фазата Гар Далам, от 5000 г. пр.Хр, а периодът на храмовите градежи, започва в 4100 г. пр. Хр. и продължава до ок. 2500 г. пр. Хр., след която дата вече не се наблюдават монументални градежи. Този период е разделен на пет фази, като в първите две се наблюдават главно фрагменти от керамика. Следващите три фази, започват с фазата на градежа на храма Джгантия (3600 г. пр. Хр.), а последната фазаа е със завършването на градежа на храма Таршин – завършен в 2500 г. пр. Хр.

### Фаза Джгантия (3600 – 3200 г. пр. Хр.)
В тази фаза е построен храма Джгантия (намиращ се на о-в Гозо), като този период е много важен за културната еволюция на Неолитното общество на островите. Към тази дата принадлежат най-ранните мегалитни градежи сред които храмовете в Мгар, Скорба, Кордин, юният сектор от храма в Таршин, както и някои по-малки градежи.

### Фаза Сафлини (3300 – 3000 г. пр. Хр.)
През този период е изграден т.нар. Хипогей в Хал-Сфлини, който е издялан под земята в монолитна варовикова скала на няколко нива в дълбочина, както и Хипогея Санта Лучия, разкрит през 1973 г.

### Фаза Таршин (3150 – 2500 г. пр. Хр.)
Фазата Таршин е белязана от връх в мегалитните градежи при културата на строителите на храмове на островите. През този период се развиват последните два етапа от храмовото строителство. Изграден е храмът в западна Джгантия, както и отделни сектори на градежите в Таршин, Хаджар Им, Ел-Майндра. Културата на строителите на храмове достигна връхната си точка през този период, както по отношение на изработка на керамични съдове, така и при скулптурната украса и при самостоятелните градежи.
Спираловидните релефи в храма Таршин са продължение на декоративната традиция позната от изобразените в храма Джгантия, но днес напълно избледнели, но са ясно разпознаваеми в серия от рисунки, направени от художник Шарл де Брошторф през 1829 г., веднага след първите археологически разкопки на храма. Фазата Таршин се характеризира с богато разнообразие от форми при керамичните съдове и декоративни техники. Наблюдават се повече ъглови форми с почти никакви дръжки, а използваната глина е добре омесена, а готовите изделия са добре изпечени и силно полирани. Декорация остава стандартна, но с тенденция формата на резките да става по-сложна и елегантна, най-популярният мотив е волутата.

## Архитектура
Малтийските храмови комплекси са построени на различни места, и в широки времеви интервали, като всеки отделен обект има своите уникални характеристики, но всички градежи споделят една обща архитектура. Подходът към храмовете лежи върху овално пред-дворие, изравнено чрез терасиране, при наличие на наклонен терен. Пред-дворието е свързано с фасадата на храма, обърната в югоизточна посока. Фасадите на храмовете и вътрешни стени изградени от т.нар. „ортостати“ – обработени каменни блокове, поставени изправено като облицовка на цокълните стени на храмовете.
В центъра на всеки храмов градеж, фасадите обикновено се пресичат от трилит – своеобразна порта съставена от два вертикално изправени камъка, върху върха на които лежи трети – т.нар. „линтел“. Допълнително конструирани трилити образуват проход, който винаги е павиран с дребни каменни плочи и води към открито пространство, извеждащо посетителите към двойка D-образни камери, обикновено наричани „апсиди“, отварени от двете страни на прохода. В пространството между външните стените на апсидите и околният терен се наблюдават насипи от дребни камъни, където понякога се откриват културни пластове богати на елементи от натрошена керамика.
Основната вариация при архитектурата на градежите се наблюдава при броя на наличните апсидни камери – те могат да са три, четири, пет или шест. В случаите, когато се наблюдават три, те се достъпват директно от централна порта и градежът е във формата на трилистна детелина. При по-сложно изградените храмове се наблюдава наличието на втори аксиален проход, използвайки същата техника на трилитен градеж, водещ от първия външните апсидни камери към вътрешните. При около тридесет от храмовите градежи на Малтийския архипелаг се наблюдава стандартен архитектурен план, като се наблюдават различия в броя на апсидните камери, и в общия диаметър на същите – вариацииите са от 6,5 m при храма Мнайдра до 23 m в шест-камерниия централен храм Таршин.
Външните стени на храмовете са изградени от варови блокове, които са по-твърди от блоковете от глобигерин използвани за градежа на вътрешните помещения, като вторите са били по-подходящи за издълбаването на декоративни орнаменти по стените представляващи главно релефи на растения и животни.
Въпреки че, мегалитните храмове са открити без наличие на покривни конструкции, има предположения, че в миналото такива са съществували, а във връзка с тази хипотеза се водят дебати от години.

## Под егидата на ЮНЕСКО
Археологическите обекти, които са под закрилата на ЮНЕСКО и са включени в списъка на организацията за световно културно-историческо наследство са:
- Джгантия
- Та Хаджрат
- Скорба
- Хаджар Им
- Мнайдра
- Таршин

## Други мегалитни градежи
- Борг ел Имрама
- Борг ин Надур
- Буджиба
- Дебдиеба
- Кордин – 3 различни градежа
- Хал Джини
- Ортин ел Имдауар
- Санта Верна
- Та Марзина
- Та Радина
- Тал Ади
- Тас Силдж
- Шемшия – 2 различни градежа
- Хроб ел Джаджин